# Gomk
Gomk (arménsky Գոմք; dříve Gomur) je malá vesnice v provincii Vajoc Dzor v Arménii. Ve vesnici je kostel ze 17. století a důležitá arménská svatyně z roku 1263.